# Elena Paparizou
Eleni Elena Paparizou (řecky: Έλενα Παπαρίζου, narozena 31. ledna 1982 v Boråsu), v Evropě známější jako Helena Paparizou, je řecká zpěvačka a modelka narozená ve Švédsku.
V letech 1999–2003 byla členkou popového dua Antique, které na Eurovision Song Contest 2001 v Kodani reprezentovalo Řecko. Od roku 2003 se Paparizou věnuje sólové kariéře. V březnu 2014 vydá své osmé studiové album.
S písní "My Number One" zvítězila na Eurovision Song Contest 2005 se ziskem 230 bodů.
Paparizou patří mezi nejpopulárnější řecké umělce. K roku 2014 prodala v Řecku a na Kypru přes 320 tisíc desek. Se 144 miliony zhlédnutí je nejsledovanější řeckou interpretkou na YouTube.
Ve švédském národním kole Eurovize Melodifestivalen obsadila v roce 2014 čtvrté místo po postupu z Druhé šance.